# Battaglia di Saumur
La battaglia di Saumur è stata una battaglia delle Guerre di Vandea, avvenuta il 9 giugno 1793, tra le forze dell'esercito repubblicano francese e i vandeani dell'Esercito cattolico e reale, nei pressi del castello di Saumur.

## Antefatto
All'inizio del giugno 1793, i generali vandeani si accorsero di una particolare concentrazione di forze repubblicane nei dintorni di Saumur e Thouars e capirono che un attacco era ormai imminente.
Il piano di Louis Alexandre Berthier, approvato dal generale Biron, prevedeva di lanciare all'attacco quattro colonne di 10 000 uomini partite da Les Ponts-de-Cé, Saumur, Chinon e Niort. Così il 2 giugno, 30 000 vandeani si raccolsero a Cholet e Châtillon-sur-Sèvre allo scopo di attaccare Saumur. Erano comandati da Jacques Cathelineau, Louis Marie de Lescure, Henri de La Rochejaquelein, Jean Nicolas Stofflet, Bernard de Marigny e Jacques de La Fleuriais che sostituiva Charles de Bonchamps, che era stato ferito nella battaglia di Fontenay-le-Comte.

## La battaglia
Alcuni giorni dopo i vandeani entravano in contatto con le avanguardie repubblicane e presero Vihiers. Il 7 giugno, misero in fuga a Concourson-sur-Layon 1 500 soldati inesperti agli ordini di François Leigonyer, che in quel momento era assente, e poi presero Doué-la-Fontaine.
Saumur era protetta al nord e nord-est dalla Loira e a ovest dal Thouet, i vandeani attraversarono dunque il Thouet a Montreuil-Bellay per potere attaccare Saumur da sud-est. Da Saumur, il generale Charles Duhoux de Hauterive inviò molte lettere per richiedere rinforzi, chiese in particolare al generale François de Salomon che si trovava a Thouars, che risponde alla richiesta d'aiuto ma solo l'8 giugno. Scesa la notte, la colonna di Salomon forte di 3 500-5 000 uomini trovò la città di Montreuil-Bellay occupata dalle forze vandeane e provò ad attaccarla approfittando dell'oscurità ma venne respinto dall'artiglieria vandeana e da una carica dalle truppe d'élite di La Fleuriais che colpirono i repubblicani su un lato, mandandoli in rotta e facendogli abbandonare in cannoni, ripiegarono quindi a Parthenay, ma persero 1 000 uomini tra morti e feriti e altri 1 000 vennero fatti prigionieri. I repubblicani adesso non avevano più di 10 000 uomini a difesa della città, comandati dal generale Jacques-François de Menou che sostituì Duhoux che non si era ancora completamente rimesso della ferita riportata nella battaglia di Chemillé.
Nel pomeriggio del 9 giugno, i vandeani erano davanti alle entrate sudorientali di Saumur. Secondo il piano stabilito da Lescure, avrebbero dovuto dividersi in tre colonne, la prima comandata da Jacques Cathelineau occupò il lato destro fiancheggiando la Loira, la seconda comandata da Henri del Rochejaquelein e Jean-Nicolas Stofflet e La Fleuriais si dispose al centro e la terza colonna comandata da Lescure occupò il lato sinistro dopo aver attraversato il Thouet. Alle tre del pomeriggio, tutte le colonne vandeane si lanciarono all'attacco. A sud-est, le offensive di La Rochejaquelein e di Cathelineau furono fermate dal castello e dalle truppe di Berthier. Lescure, a sud-ovest, prese il ponte Fouchard sul Thouet e continuò ad avanzare fino ad essere fermato dalla Legione germanica che respinse gli avversari in tre riprese, quindi i corazzieri repubblicani lanciarono una carica che mandò in rotta le forze di Lescure. Marigny però spiegò efficacemente i suoi cannoni i cui tiri fermarono i corazzieri che furono caricati su un lato dalla cavalleria di Domaigné. Lescure raccolse le sue truppe e i vandeani ripresero il vantaggio. Domaigné però venne ucciso durante la carica e Lescure fu ferito da una pallottola ad una spalla. I repubblicani furono comunque sconfitti e si diedero alla fuga, Menou e Berthier, rimasero feriti, così come Pierre Bourbotte che aveva perso pure il suo cavallo e rischiò di venire fatto prigioniero, fu salvato dall'allora tenente colonnello François-Séverin Marceau.
La notizia della fuga delle truppe a sud-ovest mandò nel panico il resto dell'esercito repubblicano, a sud-est però i repubblicani avevano respinto attacchi degli vandeani. Menou e Berthier, nonostante fossero feriti, vollero lanciare un contrattacco, ma i cavalieri scoraggiati arretrarono prima di iniziare la carica, e lo stesso fecero i fanti dei battaglioni di Orléans. La rotta diventò generale, ed un battaglione di sanculotti parigini comandati da Santerre che giunse in rinforzo si mise subito in fuga. Tutti i soldati repubblicani ripiegarono su Tours, La Flèche ed Angers.
La Rochejaquelein accompagnato soltanto da un ufficiale e 800 vandeani entrò nella città e mandò in rotta i soldati repubblicani del reggimento della Piccardia, che formava la retrovia dei repubblicani, molti si annegarono nella Loira. La città era stata quasi completamente abbandonata dalle truppe repubblicane, rimanevano solo 500 soldati di Saumur barricati nel castello comandati dal generale Guy Coustard de Saint-Lo che tentarono un'inutile offensiva per riprendere la città ma vennero sconfitti vicino al ponte Fouchard. Gli ultimi 2 000 soldati repubblicani capitolarono alle 19 di sera, Saumur era stata presa, sebbene nel castello vi fossero ancora alcuni repubblicani barricati al suo interno.
I vandeani non si lanciarono all'inseguimento dei repubblicani, ma entrarono subito nelle chiese dove fecero celebrare un Te Deum. Il giorno dopo, i vandeani si presentarono dinanzi al castello, preceduti delle donne e dei figli dei difensori del castello che immediatamente accettarono la resa.

## Conseguenze
I vandeani ottennero un bottino enorme, presero 50-80 cannoni, 15 000 fucili e una grande quantità di polvere da sparo e munizioni. Il saccheggio fu vietato, i generali vandeani proclamarono infatti che chiunque si fosse messo a saccheggiare sarebbe stato fucilato. I prigionieri repubblicani furono rilasciati dopo avere prestato il giuramento di non combattere più in Vandea, e furono rasati in modo da riconoscere chi avrebbe infranto il giuramento. Un certo numero di repubblicani scelsero di passare nelle file vandeane, in particolare un gruppo di 600 tedeschi e svizzeri della legione germanica comandato dal barone di Keller.
Nelle prigioni di Saumur fu trovato il generale Pierre Quétineau che era stato condannato a morte dopo la sconfitta nella battaglia di Thouars. Il generale Lescure gli propose di restare con loro come prigioniero così da non essere giustiziato ma Pierre Quétineau rifiutò pensando che il tribunale rivoluzionario avrebbe perseguitato la sua famiglia. Quétineau tornò allora dai repubblicani, che eseguirono la sua condanna. Sua moglie conobbe tuttavia la stessa sorte successivamente.
Gli ufficiali vandeani riunirono poi un consiglio di guerra, Charles de Bonchamps, sempre ferito, arrivò a Saumur, seguito da Maurice d'Elbée. Inoltre con la presa di Saumur, alcuni volontari del nord della Loira si unirono all'Esercito cattolico e reale ed alcuni furono integrati come ufficiali, soprattutto; Piron de La Varenne, Charles d'Autichamp e Antoine de Talmont, che fu nominato generale della cavalleria per sostituire Domaigné, ucciso durante la battaglia. Gli ufficiali vandeani il 12 giugno decisero poi di nominare, su proposta di Lescure, Jacques Cathelineau generalissimo dell'Esercito cattolico e reale.